# Palaeonictis
Palaeonictis es un género extinto de mamíferos creodontos  de la familia Oxyaenidae que vivió desde el Paleoceno Superior hasta el Eoceno Inferior en América del Norte y Europa. Se cree que era un animal omnívoro, pero que dieta se basaba en carne.